# Wałentyn Rubczynski
Wałentyn Mykołajowycz Rubczynski (ukr. Валентин Миколайович Рубчинський; ur. 15 lutego 2002 w Łucku) – ukraiński piłkarz grający na pozycji pomocnika w ukraińskim klubie Dynamo Kijów. Młodzieżowy reprezentant Ukrainy. Uczestnik Letnich Igrzysk Olimpijskich 2024 w Paryżu.

## Sukcesy

### SK Dnipro-1
- Wicemistrzostwo Ukrainy: 2022/23
- Mistrz Perszej lihi: 2018/19(inne języki)

### Ukraina U-23
- Zwycięzca Turnieju Maurice’a Revello: 2024(inne języki)